# مقاطعة كارلوفاتش

موقع المقاطعة بالنسبة لكرواتيا.

مقاطعة كارلوفاتش Karlovačka županija هي إحدى مقاطعات كرواتيا ومركزها مدينة كارلوفاتش.